# Coll de la Pedra Dreta (Sant Llorenç de Cerdans)
El Coll de la Pedra Dreta és una collada situada a 1.012,5 m alt en el límit dels termes municipal de Maçanet de Cabrenys, de la comarca de l'Alt Empordà i comunal de Sant Llorenç de Cerdans, a la comarca del Vallespir (Catalunya del Nord).
Està situat a l'extrem sud-est del terme de Sant Llorenç de Cerdans i al nord-oest del de Maçanet de Cabrenys, a prop i al nord d'on aquests dos termes es troben amb el d'Albanyà, també de l'Alt Empordà. El triterme el marca la Creu del Canonge, que és al sud-est d'aquest coll. També al sud-est, més a prop, es troba el Coll de la Creu del Canonge.
En aquest coll hi ha la fita transfronterera número 545, situada tres metres a l'est del camí. És una fita grossa, de base quadrangular capçada per una forma piramidal.